# Élections législatives de 2012 dans la Loire
Les élections législatives françaises de 2012 se déroulent les 10 et 17 juin 2012. Dans le département de la Loire, six députés sont à élire dans le cadre de six circonscriptions, soit une de moins que lors des législatures précédentes, en raison du redécoupage électoral.

## Élus
| Circonscription | Député sortant       | Parti | Parti | Député élu ou réélu  | Parti          | Parti          |
| --------------- | -------------------- | ----- | ----- | -------------------- | -------------- | -------------- |
| 1re             | Régis Juanico        |       | PS    | Régis Juanico        |                | PS             |
| 2e              | Jean-Louis Gagnaire  |       | PS    | Jean-Louis Gagnaire  |                | PS             |
| 3e              | François Rochebloine |       | NC    | François Rochebloine |                | NC             |
| 4e              | Dino Cinieri         |       | PCD   | Dino Cinieri         |                | PCD            |
| 5e              | Yves Nicolin         |       | UMP   | Yves Nicolin         |                | UMP            |
| 6e              | Pascal Clément       |       | UMP   | Paul Salen           |                | UMP            |
| 7e              | Paul Salen           |       | UMP   | Siège supprimé       | Siège supprimé | Siège supprimé |

## Impact du redécoupage territorial
La disparition de la 7e circonscription (en fait, la 6e), entraîne les ajouts de cantons suivants : les cantons de Belmont-de-la-Loire, Charlieu, Perreux et Saint-Symphorien-de-Lay sont ajoutés à la 5e, tandis que ceux de Chazelles-sur-Lyon, Feurs et Néronde restent en 6e (avec ceux de l'ancienne 7e). On note aussi le déplacement des cantons de Saint-Jean-Soleymieux et Saint-Just-Saint-Rambert de la 7e vers la 4e - laquelle perd Saint-Etienne Sud-Ouest II au profit de la 2e - et de Saint-Germain-Laval de la 5e vers la (nouvelle) 6e. Quatre circonscriptions sont ainsi modifiées.

## Résultats

### Résultats à l'échelle du département
| Parti          | Parti                                     | Premier tour | Premier tour | Second tour | Second tour | Sièges |
| Parti          | Parti                                     | Voix         | %            | Voix        | %           | Sièges |
| -------------- | ----------------------------------------- | ------------ | ------------ | ----------- | ----------- | ------ |
|                | Union pour un mouvement populaire         | 65 341       | 22,27        | 90 325      | 32,15       | 2      |
|                | Parti chrétien-démocrate                  | 19 227       | 6,55         | 24 528      | 8,73        | 1      |
|                | Nouveau centre                            | 11 442       | 3,90         | 22 428      | 7,98        | 1      |
|                | Divers droite dont DLR, PCD               | 8 004        | 2,73         |             |             | 0      |
|                | Alliance centriste                        | 1 030        | 0,35         | 0           |             |        |
|                | Droite parlementaire                      | 105 044      | 35,79        | 137 281     | 48,87       | 4      |
|                |                                           |              |              |             |             |        |
|                | Parti socialiste                          | 84 216       | 28,70        | 109 698     | 39,05       | 2      |
|                | Europe Écologie Les Verts                 | 18 385       | 6,26         | 23 195      | 8,26        | 0      |
|                | Parti radical de gauche                   | 1 566        | 0,53         |             |             | 0      |
|                | Divers gauche dont MRC                    | 383          | 0,13         | 0           |             |        |
|                | Majorité présidentielle                   | 104 550      | 35,63        | 132 893     | 47,31       | 2      |
|                |                                           |              |              |             |             |        |
|                | Front national                            | 54 661       | 18,63        | 10 731      | 3,82        | 0      |
|                | Front de gauche                           | 22 819       | 7,78         |             |             | 0      |
|                | Extrême gauche dont LO, NPA et POI        | 2 956        | 1,01         | 0           |             |        |
|                | Divers écologiste dont LT-LNÉ, MÉI et AÉI | 2 397        | 0,82         | 0           |             |        |
|                | Divers                                    | 625          | 0,21         | 0           |             |        |
|                | Mouvement démocrate                       | 409          | 0,14         | 0           |             |        |
|                |                                           |              |              |             |             |        |
| Inscrits       | Inscrits                                  | 510 244      | 100,00       | 510 213     | 100,00      | 6      |
| Abstentions    | Abstentions                               | 212 855      | 41,72        | 220 741     | 43,26       |        |
| Votants        | Votants                                   | 297 389      | 58,28        | 289 472     | 56,74       |        |
| Blancs et nuls | Blancs et nuls                            | 3 928        | 1,32         | 8 567       | 2,96        |        |
| Exprimés       | Exprimés                                  | 293 461      | 98,68        | 280 905     | 97,04       |        |

### Résultats par circonscription

#### Première circonscription (Saint-Étienne-Nord)
| Candidat       | Candidat                    | Parti                         | Premier tour | Premier tour | Second tour | Second tour |  |
| Candidat       | Candidat                    | Parti                         | Voix         | %            | Voix        | %           |  |
| -------------- | --------------------------- | ----------------------------- | ------------ | ------------ | ----------- | ----------- |  |
|                | Régis Juanico sortant réélu | PS                            | 15 274       | 41,79        | 19 357      | 57,45       |  |
|                | Gilles Artigues             | MoDem (UMP)                   | 9 340        | 25,55        | 14 336      | 42,55       |  |
|                | Raphaëlle Jeanson           | RBM (FN)                      | 6 930        | 18,96        |             |             |  |
|                | Maryse Bianchin             | FG (PCF)                      | 2 102        | 5,75         |             |             |  |
|                | Dominique Joubert           | EÉLV                          | 1 109        | 3,03         |             |             |  |
|                | Éric Berlivet               | CNIP (LGM, AC, PCD, MPF, PLD) | 709          | 1,94         |             |             |  |
|                | Edmond Hubé                 | CpF (MoDem)                   | 407          | 1,11         |             |             |  |
|                | Clémentine Vignal           | NPA                           | 223          | 0,61         |             |             |  |
|                | Yann Nussbaum               | PVB                           | 187          | 0,51         |             |             |  |
|                | Romain Brossard             | LO                            | 143          | 0,39         |             |             |  |
|                | Évelyne Barge               | AÉI                           | 126          | 0,34         |             |             |  |
|                |                             |                               |              |              |             |             |  |
| Inscrits       | Inscrits                    | Inscrits                      | 67 997       | 100,00       | 67 995      | 100,00      |  |
| Abstentions    | Abstentions                 | Abstentions                   | 31 098       | 45,73        | 33 219      | 48,86       |  |
| Votants        | Votants                     | Votants                       | 36 899       | 54,27        | 34 776      | 51,14       |  |
| Blancs et nuls | Blancs et nuls              | Blancs et nuls                | 349          | 0,95         | 1 083       | 3,11        |  |
| Exprimés       | Exprimés                    | Exprimés                      | 36 550       | 99,05        | 33 693      | 96,89       |  |

#### Deuxième circonscription (Saint-Étienne-Sud)
| Candidat       | Candidat                          | Parti          | Premier tour | Premier tour | Second tour | Second tour |  |
| Candidat       | Candidat                          | Parti          | Voix         | %            | Voix        | %           |  |
| -------------- | --------------------------------- | -------------- | ------------ | ------------ | ----------- | ----------- |  |
|                | Jean-Louis Gagnaire sortant réélu | PS             | 12 439       | 42,11        | 16 450      | 59,93       |  |
|                | Alexandra Custodio                | UMP            | 7 738        | 26,19        | 10 999      | 40,07       |  |
|                | Francis Rongier                   | RBM (FN)       | 5 004        | 16,94        |             |             |  |
|                | Vanessa Pecel                     | FG (PCF) (PG)  | 2 169        | 7,34         |             |             |  |
|                | Noélie Buisson-Descombes          | EÉLV           | 1 346        | 4,56         |             |             |  |
|                | Mohamed Abdirahman                | Divers gauche  | 383          | 1,30         |             |             |  |
|                | Denis Rivier                      | NPA            | 168          | 0,57         |             |             |  |
|                | Laurent Arena                     | S&P            | 111          | 0,38         |             |             |  |
|                | Pascal Bouchet                    | LO             | 106          | 0,36         |             |             |  |
|                | Rémi Provenzano                   | Divers         | 78           | 0,26         |             |             |  |
|                |                                   |                |              |              |             |             |  |
| Inscrits       | Inscrits                          | Inscrits       | 57 300       | 100,00       | 57 280      | 100,00      |  |
| Abstentions    | Abstentions                       | Abstentions    | 27 486       | 47,97        | 29 034      | 50,69       |  |
| Votants        | Votants                           | Votants        | 29 814       | 52,03        | 28 246      | 49,31       |  |
| Blancs et nuls | Blancs et nuls                    | Blancs et nuls | 272          | 0,91         | 797         | 2,82        |  |
| Exprimés       | Exprimés                          | Exprimés       | 29 542       | 99,09        | 27 449      | 97,18       |  |

#### Troisième circonscription (Saint-Chamond)
| Candidat       | Candidat                           | Parti                | Premier tour | Premier tour | Second tour | Second tour |  |
| Candidat       | Candidat                           | Parti                | Voix         | %            | Voix        | %           |  |
| -------------- | ---------------------------------- | -------------------- | ------------ | ------------ | ----------- | ----------- |  |
|                | Philippe Kizirian                  | PS (EÉLV)            | 14 809       | 31,98        | 20 406      | 47,64       |  |
|                | François Rochebloine sortant réélu | NC (UMP)             | 11 442       | 24,71        | 22 428      | 52,36       |  |
|                | Séverine Brun                      | RBM (FN)             | 9 658        | 20,86        |             |             |  |
|                | Hervé Reynaud                      | Divers droite (CNIP) | 5 165        | 11,15        |             |             |  |
|                | Vincent Bony                       | FG (PCF) (PG)        | 2 898        | 6,26         |             |             |  |
|                | Alain Barbasso                     | diss. EÉLV           | 1 180        | 2,55         |             |             |  |
|                | Nicole Lancon                      | MÉI                  | 454          | 0,98         |             |             |  |
|                | Julien Vassal                      | DLR                  | 315          | 0,68         |             |             |  |
|                | André Moulin                       | LO                   | 246          | 0,53         |             |             |  |
|                | Alexis Pereira                     | Divers               | 138          | 0,30         |             |             |  |
|                |                                    |                      |              |              |             |             |  |
| Inscrits       | Inscrits                           | Inscrits             | 80 444       | 100,00       | 80 453      | 100,00      |  |
| Abstentions    | Abstentions                        | Abstentions          | 33 581       | 41,74        | 35 913      | 44,64       |  |
| Votants        | Votants                            | Votants              | 46 863       | 58,26        | 44 540      | 55,36       |  |
| Blancs et nuls | Blancs et nuls                     | Blancs et nuls       | 558          | 1,19         | 1 706       | 3,83        |  |
| Exprimés       | Exprimés                           | Exprimés             | 46 305       | 98,81        | 42 834      | 96,17       |  |

#### Quatrième circonscription (Firminy)
| Candidat       | Candidat                    | Parti                         | Premier tour | Premier tour | Second tour | Second tour |  |
| Candidat       | Candidat                    | Parti                         | Voix         | %            | Voix        | %           |  |
| -------------- | --------------------------- | ----------------------------- | ------------ | ------------ | ----------- | ----------- |  |
|                | Dino Cinieri sortant réélu  | PCD (UMP, CNIP)               | 19 227       | 33,08        | 24 528      | 41,96       |  |
|                | Lela Bencharif              | EÉLV (PS, MRC)                | 12 979       | 22,33        | 23 195      | 39,68       |  |
|                | Robert Heyraud              | RBM (FN)                      | 12 405       | 21,35        | 10 731      | 18,36       |  |
|                | Christophe Faverjon         | FG (PCF)                      | 9 982        | 17,18        |             |             |  |
|                | Jean-Claude Reymond         | PRG (Majorité Présidentielle) | 1 566        | 2,69         |             |             |  |
|                | Jacques Berlioz             | DLR                           | 1 001        | 1,72         |             |             |  |
|                | Odile Côte                  | LO                            | 430          | 0,74         |             |             |  |
|                | Pascal-Simon Thomas-Bonnard | AÉI                           | 406          | 0,70         |             |             |  |
|                | Thierry Peyron              | RS                            | 117          | 0,20         |             |             |  |
|                | Michèle Perez               | CpF (MoDem)                   | 2            | 0,00         |             |             |  |
|                |                             |                               |              |              |             |             |  |
| Inscrits       | Inscrits                    | Inscrits                      | 99 123       | 100,00       | 99 109      | 100,00      |  |
| Abstentions    | Abstentions                 | Abstentions                   | 40 161       | 40,52        | 39 574      | 39,93       |  |
| Votants        | Votants                     | Votants                       | 58 962       | 59,48        | 59 535      | 60,07       |  |
| Blancs et nuls | Blancs et nuls              | Blancs et nuls                | 847          | 1,44         | 1 081       | 1,82        |  |
| Exprimés       | Exprimés                    | Exprimés                      | 58 115       | 98,56        | 58 454      | 98,18       |  |

#### Cinquième circonscription (Roanne)
| Candidat       | Candidat                   | Parti          | Premier tour | Premier tour | Second tour | Second tour |  |
| Candidat       | Candidat                   | Parti          | Voix         | %            | Voix        | %           |  |
| -------------- | -------------------------- | -------------- | ------------ | ------------ | ----------- | ----------- |  |
|                | Yves Nicolin sortant réélu | UMP            | 25 645       | 41,85        | 33 487      | 56,35       |  |
|                | Laure Déroche              | PS             | 19 803       | 32,32        | 25 936      | 43,65       |  |
|                | Michèle Agrafeil           | RBM (FN)       | 8 270        | 13,50        |             |             |  |
|                | Jean-Paul Loire            | FG (PG) (PCF)  | 3 616        | 5,90         |             |             |  |
|                | Serge Alibert              | EÉLV           | 1 771        | 2,89         |             |             |  |
|                | Jean-François Vial         | AC (CNIP)      | 1 030        | 1,68         |             |             |  |
|                | Gérard Dumas               | POI            | 698          | 1,14         |             |             |  |
|                | Édith Roche                | LO             | 334          | 0,55         |             |             |  |
|                | Yonnel Levy                | Pirate         | 111          | 0,18         |             |             |  |
|                | Pascale Chrétien           | DLR            | 0            | 0,00         |             |             |  |
|                |                            |                |              |              |             |             |  |
| Inscrits       | Inscrits                   | Inscrits       | 101 389      | 100,00       | 101 386     | 100,00      |  |
| Abstentions    | Abstentions                | Abstentions    | 39 171       | 38,63        | 39 833      | 39,29       |  |
| Votants        | Votants                    | Votants        | 62 218       | 61,37        | 61 553      | 60,71       |  |
| Blancs et nuls | Blancs et nuls             | Blancs et nuls | 940          | 1,51         | 2 130       | 3,46        |  |
| Exprimés       | Exprimés                   | Exprimés       | 61 278       | 98,49        | 59 423      | 96,54       |  |

#### Sixième circonscription (Montbrison)
| Candidat       | Candidat           | Parti                    | Premier tour | Premier tour | Second tour | Second tour |  |
| Candidat       | Candidat           | Parti                    | Voix         | %            | Voix        | %           |  |
| -------------- | ------------------ | ------------------------ | ------------ | ------------ | ----------- | ----------- |  |
|                | Paul Salen élu     | UMP                      | 22 618       | 36,68        | 31 503      | 53,35       |  |
|                | Liliane Faure      | PS                       | 21 891       | 35,50        | 27 549      | 46,65       |  |
|                | Sophie Robert      | RBM (FN)                 | 12 394       | 20,10        |             |             |  |
|                | Nicole Bietrix     | FG (PCF) (Divers gauche) | 2 052        | 3,33         |             |             |  |
|                | Leïssane Stefanoff | DLR                      | 697          | 1,13         |             |             |  |
|                | Laurène Martin     | LT-LNÉ                   | 609          | 0,99         |             |             |  |
|                | Bernard Chuzeville | AÉI                      | 480          | 0,78         |             |             |  |
|                | Guy Ravot          | MÉI                      | 322          | 0,52         |             |             |  |
|                | Cécile Maisonnette | LO                       | 315          | 0,51         |             |             |  |
|                | Christian Banliat  | NPA                      | 293          | 0,48         |             |             |  |
|                |                    |                          |              |              |             |             |  |
| Inscrits       | Inscrits           | Inscrits                 | 103 991      | 100,00       | 103 990     | 100,00      |  |
| Abstentions    | Abstentions        | Abstentions              | 41 358       | 39,77        | 43 168      | 41,51       |  |
| Votants        | Votants            | Votants                  | 62 633       | 60,23        | 60 822      | 58,49       |  |
| Blancs et nuls | Blancs et nuls     | Blancs et nuls           | 962          | 1,54         | 1 770       | 2,91        |  |
| Exprimés       | Exprimés           | Exprimés                 | 61 671       | 98,46        | 59 052      | 97,09       |  |